# الأركان الصغرى

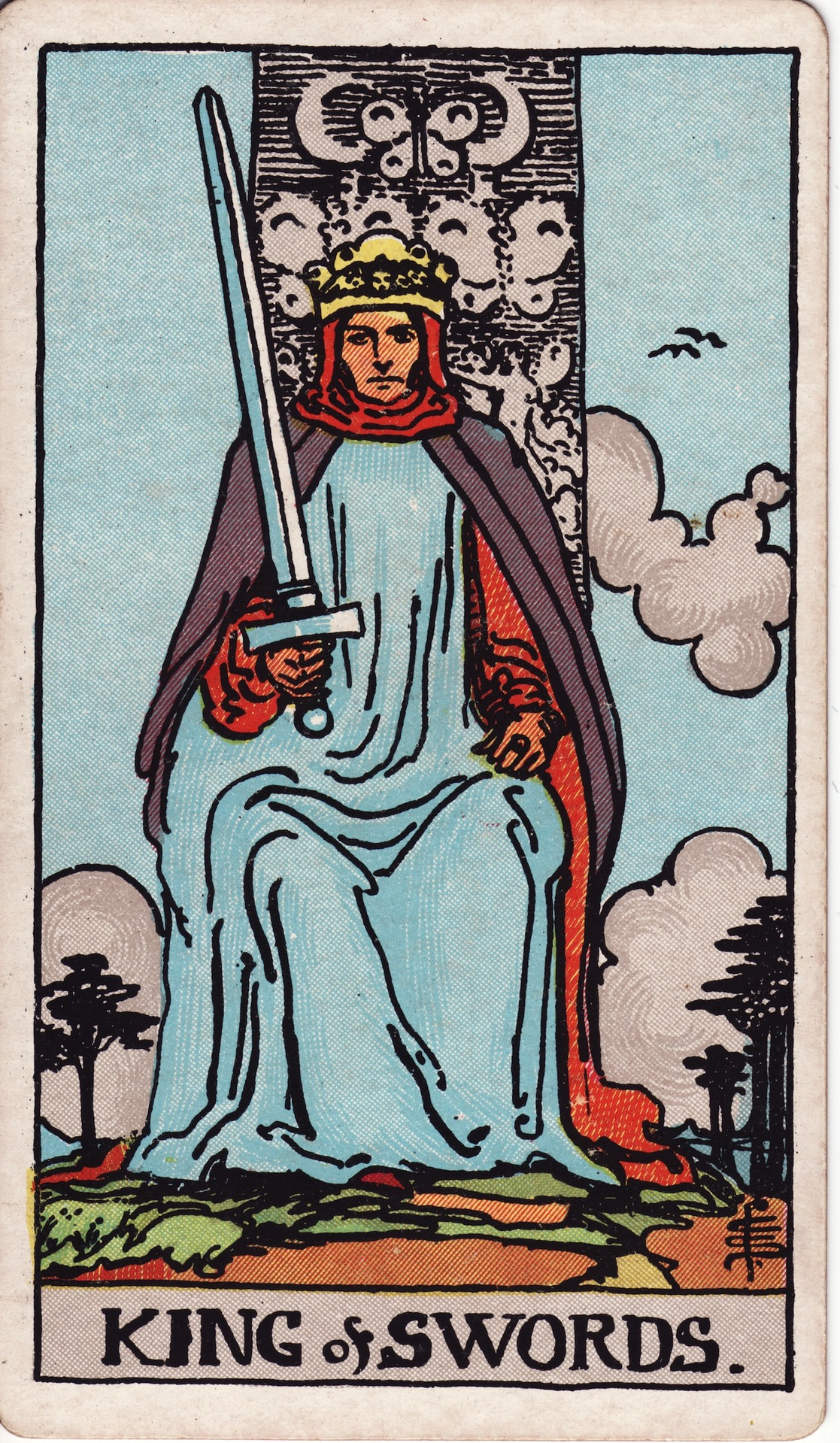
بطاقة ملك السيوف من التارو رايدر-وايت

الأركان الصغرى (بالإنجليزية: The Minor Arcana)‏، والتي تُعرف أحيانًا باسم الأركان الثانوية، هي بطاقات اللعب الموجودة في مجموعة التاروت الكارتومانية. ظهرت بطاقات التاروت العادية لأول مرة في شمال إيطاليا في أربعينيات القرن الخامس عشر وكانت مصممة لألعاب ورق التاروت.
ظهرت بطاقات التاروت الكارتومانية في فرنسا في أواخر القرن الثامن عشر وشاعها الباطنيون مثل إيتيلا. يعود أصل مصطلحي الأركان "الكُبرى" و"الصغرى" إلى جان بابتيست بيتوا (1811-1877)، الذي كتب تحت اسم بول كريستيان.
تُستخدم الأركان الصغرى في قراءة التاروت بجانب الأركان الكبرى، حيث تُشير أوراق الأركان الصغرى للتفاصيل والأمور الدقيقة اللطيفة، وترمز إلى الرؤى والتبصرات اليومية.